# Dmitrijewski selsowet
Der Dmitrijewski selsowet (russisch Дмитриевский сельсовет) ist eine Landratsgemeinde (selsowet) in Russland. Sie liegt im Tschischminski rajon der Republik Baschkortostan. Verwaltungssitz ist das Dorf Dmitrijewka.

## Dörfer
In der Landratsgemeinde liegen folgende Dörfer:
- Dmitrijewka (russisch Дмитриевка)
- Bischkasi (russisch Бишкази)
- Kachnowka (russisch Кахновка)
- Krasny Oktjabr (russisch Красный Октябрь)

## Demographie
| Jahr | Einwohner |
| ---- | --------- |
| 2002 | 700       |
| 2009 | 741       |
| 2010 | 618       |
| 2012 | 589       |
| 2013 | 595       |
| 2014 | 593       |
| 2015 | 593       |
| 2016 | 587       |
| 2017 | 562       |